# Сперлонга
Сперлонга (итал. Sperlonga, от лат. Spelunca — пещера, грот) — маленькое поселение в Лациуме, на полпути между Римом и Неаполем, расположенное на берегу Тирренского моря, в 16 км к северо-западу от Гаэты.
На пути Гаэта-Террачина (Via Flacca) в античности находилась вилла, принадлежавшая императору Тиберию. Рядом имеется сложная система природных гротов и туннелей, одна из пещер, получившая название «Грот Тиберия», была превращена в великолепный триклиний, украшенный росписями и статуями. Виллу Тиберия упоминают многие античные писатели.
Покровителями коммуны почитаются святой Лев Великий, папа Римский, и san Rocco, празднование 10 сентября.
При строительстве дороги в 1955 году в «гроте Тиберия» обнаружили остатки колоссальных скульптурных групп: «Ослепление Полифема Одиссеем», «Нападение Сциллы на корабль Одиссея», «Похищение Палладия Одиссеем и Диомедом», «Менелай и Патрокл» и других. Первую группу удалось реконструировать. Вторая, судя по описаниям, представляла собой сделанный из мрамора в натуральную величину корабль с мореплавателями, который отражался в специально вырытом водоёме и как бы проплывал между чудовищными Скиллой и Харибдой. На фрагментах скульптур сохранились сигнатуры (подписи) «родосцев Афинодора, Гагесандра и Полидора», они датируются 25 годом до н. э. Однако сигнатуры сделаны в римское время, они не являются подлинными и, следовательно, не могут служить основанием для датировки.
Скульптуры сильно повреждены, они состоят из большого количества фрагментов и их изучение продолжается. Некоторые специалисты считают, что все найденные фрагменты представляют собой остатки реплик римского времени I в. н. э., другие — что это подлинные произведения, они созданы в одной мастерской и сигнатуры подлинные, но датировки предлагаются различные и существуют сомнения в идентификации имён скульпторов. 
Тем не менее, фрагменты, найденные в «Гроте Тиберия» представляют собой характерное произведение эпохи эллинизма, возможно, мастеров родосской школы. По стилю они близки знаменитой скульптурной группе «Лаокоон и его сыновья». На этом основании предлагается ещё одна атрибуция: скульптуры созданы в Пергаме, на что указывают некоторые сравнения с произведениями местной школы, и датируются 200—170 гг. до н. э. (время создания Пергамского алтаря).
Скульптуры экспонируются в Национальном археологическом музее Сперлонга.

## Скульптуры «Грота Тиберия»
- Фрагменты композиции «Нападение Сциллы на корабль Одиссея»
- Реконструкция группы «Ослепление Полифема Одиссеем»
- Полифем. Деталь группы «Ослепление Полифема Одиссеем»
- Фрагмент группы «Ослепление Полифема Одиссеем»
- Фрагмент группы «Ослепление Полифема Одиссеем»
- Голова Одиссея